# Maison Merry
La maison Merry est un immeuble patrimonial témoignant de l'histoire de Magog et de sa région. Son histoire relate divers événements des Autochtones aux colons américains. La maison est la propriété de la Ville de Magog, elle est gérée par la Corporation de la maison Merry. Elle est ouverte au public depuis 2018. La maison et son site permettent la tenue de différentes expositions et activités afin de mettre en valeur le lieu de mémoire.

## Histoire

### La présence autochtone sur le site
L’inventaire archéologique effectué en 2013 et les fouilles préventives de 2015 permettent de confirmer une présence autochtone sur le site même de la maison Merry, pouvant remonter jusqu’à 4 500 AA. L’occupation s’est faite sur une bonne partie du site et s’étend sur plusieurs milliers d’années. De nombreux outils en pierre taillée, des tessons de poterie et une zone de combustion sont retrouvés lors de l’inventaire de 2013 et des fouilles de 2015. Ces dernières fouilles révèlent une aire de taille sur le site de la Maison Merry. Toutefois, une analyse plus poussée du matériel lithique est nécessaire afin de déterminer la source de ce dernier. Pour le moment, il existe peu d’informations sur l’origine des occupants du site. Les sols sont grandement perturbés par l’occupation historique du site, mais une aire très prometteuse reste à fouiller.
Des éclats de pierre, des pointes de projectiles, des os blanchis ainsi que du charbon de bois retrouvés par les archéologues prouvent que le site a bel et bien servi de lieu de repos et de campement pour des groupes qui utilisaient la rivière et le lac pour le transport et la pêche. 

### La famille Merry
La famille Merry habite la maison durant six générations, de la construction de la maison en 1821 jusqu’à la fin des années 1940. 

#### Ralph Merry III
C’est Ralph Merry III (en) qui est le premier de la famille Merry à venir s’installer sur la petite colline qui surplombe l’endroit où l’eau du lac Memphrémagog s’écoule dans la rivière Magog. Étant situé à la décharge du lac, le lieu est alors appelé Outlet. La famille Merry est originaire du Massachusetts, mais Ralph Merry III et sa famille résident depuis quelques années à Saint-Johnsbury au Vermont. La ferme de Saint-Johnsburry est vendue avant le printemps 1799 et la famille quitte pour le Bas-Canada. C’est dans l’espoir d’acquérir une grande propriété terrienne et attiré par le potentiel d’énergie hydraulique de la rivière Magog que Ralph Merry III quitte les États-Unis et arrive le 20 mars 1799 à l’Outlet où il s’établit comme squatteur avec sa femme Sarah Sylvester et leurs huit enfants. Dès leur arrivée, les Merry défrichent les terres, pratiquant d’abord une agriculture de subsistance.  
À son arrivée, la famille Merry construit une petite cabane de colons faite de bois-rond ou de planches qui leur sert de logis durant leurs premières années à l'Outlet. En 1821, Ralph III, avec l’aide de son fils Ralph IV, construit l’actuelle Maison Merry : celle qu’il est possible de visiter aujourd’hui.   

#### Ralph Merry IV
C’est grâce aux journaux personnels rédigés par Ralph Merry IV que nous connaissons les étapes de la construction de la maison. La maison fait aussi office d’école pour la petite communauté. Ralph Merry IV enseigne aux enfants du village dès janvier 1818 dans la maison familiale et jusqu’à la construction de la Red School en 1824.

#### Ralph Merry V
Ralph Merry, cinquième du nom et petit-fils du premier occupant, s'installe avec son épouse sur la propriété. Ralph Merry V s’avère un homme respecté et influent. Il siège comme maire du Canton de Magog de 1870 à 1877 et de nouveau de 1881 à 1884. 

#### Florence Merry
À la mort de Ralph V en 1887, c’est sa fille cadette Florence Lamanda Merry qui hérite de la maison et des terrains de son père. C’est elle qui vend en 1909 la pointe Merry à la Ville de Magog, avec le désir que le terrain soit accessible à la population.

#### Des Merry à la famille Fields
Gene Adams est la toute dernière descendante directe de Ralph Merry III à habiter la maison dans les années 1940.  
Les Fields qui ont un lien par alliance avec les Merry, sont la dernière famille à occuper les lieux jusqu'à l'acquisition du terrain et de la maison par la Ville de Magog en 2008. 

## Architecture et évolution de la maison
La nouvelle maison est typique de ce qu’on appelle en architecture le vernaculaire américain, s’inspirant plus précisément des maisons que l'on retrouve alors dans la région de Cape Cod au Massachusetts. La maison subit plusieurs modifications avec les années. Vers 1836, trois lucarnes sont ajoutées au deuxième étage. C'est aussi à la même époque qu'est construit le balcon à l’avant, abrité d’un porche, ainsi que le corps secondaire situé à l’arrière de la maison. Vers 1855, le corps secondaire de la maison est rallongé jusqu'aux dimensions qu'on connaît aujourd'hui. Dans les années 1920, la maison se dote d'une véranda, du côté sud, qui donne une vue sur l’embouchure de la rivière.

## Acquisition par la Ville de Magog

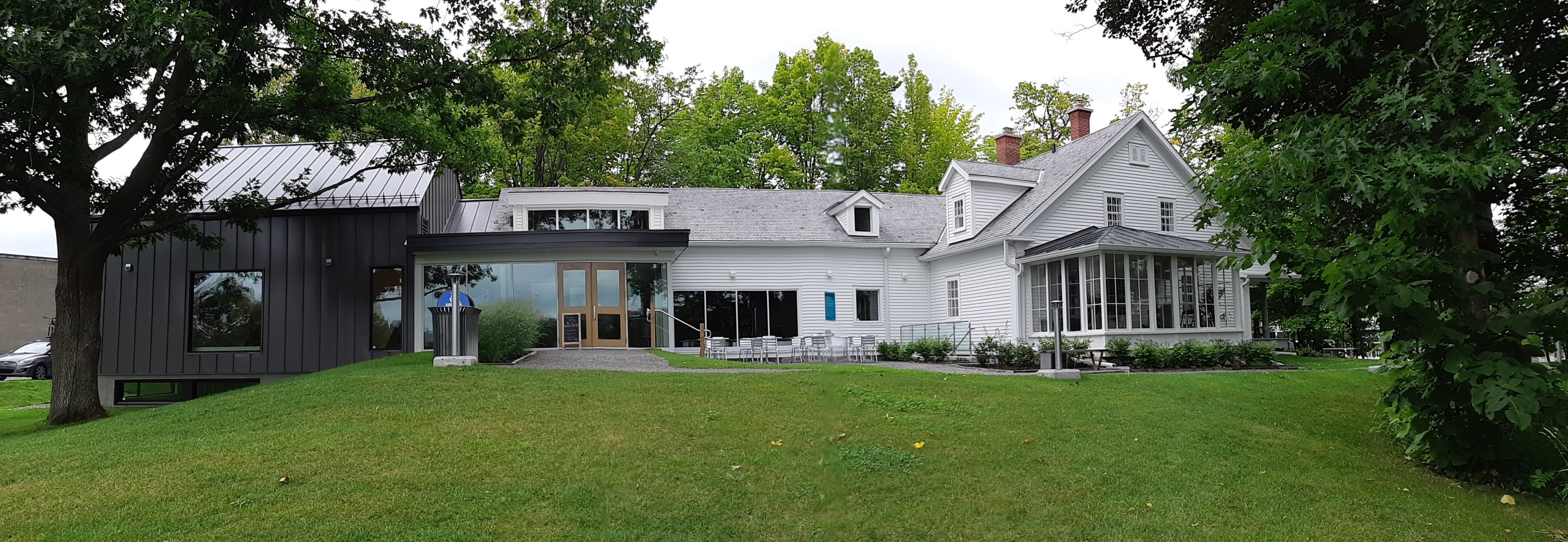
La vue, côté lac, de la maison en août 2019. On remarque l'entrée des visiteurs au centre ainsi que le nouveau bâtiment ajouté à gauche em 2018 et la partie de 1821 à droite complètement. Crédit photo : Marco Bergeron.

La maison Merry est habitée jusqu'en 2009. La Ville de Magog en fait l'acquisition en 2008 avec le souci de protéger ce lieu chargé d'histoire. On évalue alors sa valeur patrimoniale exceptionnelle et le bâtiment est cité en tant qu'immeuble patrimonial par la Ville de Magog en 2011. La maison Merry présente un haut niveau d'authenticité patrimoniale et témoigne de la colonisation des Cantons-de-l'Est au début du XIXe siècle.

## Lieu de mémoire
La maison Merry est un lieu de mémoire citoyen de Magog. Le concept de lieu de mémoire fait référence à un endroit, un monument ou un personnage commémorant la mémoire d'un individu ou d'un groupe d'individus. Ce titre sied bien à la maison la plus ancienne du Magog urbain, qui est celle de Ralph Merry III, reconnu aujourd'hui comme le fondateur de Magog. Les citoyens et les visiteurs s'approprient maintenant le bâtiment et le site.